# 根魚
根魚（ねぎょ、ねうお、ねざかな、こんぎょ、英語:rockfish）とは、海底の岩礁や海草の間や瀬などに棲み、遠くへは移動することがなく生息範囲が狭い魚。根付き魚、ロックフィッシュとも呼ばれる。

## 概要
日本ではメバル、カサゴ、オコゼ、アイナメ、アカハタ、クロソイ、クエなどが代表的。

## 釣り
根魚は白身で味がよい魚が多いことに加え、身近に釣れ、釣趣に富むことから、釣り人に根強い人気がある。防波堤、磯、砂浜のしもりなどでよく釣れる。岩場や磯、砂地でもガラ場や海草の多いなど海底の状態が複雑な場所での釣りになるため、根がかりなどのトラブルをうまく避ける技術やコツが要求されるため、玄人好みの釣りである。また、どのような場所に魚がいるのか見極めに経験が要求されるため、初心者とベテランでは釣果に差が出やすい。根魚は防波堤に設置されるテトラポッドの隙間などにも居つくことから、すぐ足元でも釣ることができ、ブラクリを利用した穴釣りがさかんである。

## ギャラリー
- 根魚の代表格 メバル
- カサゴ（ガシラ）
- アイナメ（アブラメ）

## 参考サイト
- 「根魚」デジタル大辞泉
- 「根魚」三省堂 大辞林